# Clarisa Fernández
Clarisa Fernández (* 28. August 1981 in Córdoba) ist eine ehemalige argentinische Tennisspielerin.

## Karriere
Ihr größter Erfolg war der Halbfinaleinzug bei den French Open im Jahr 2002. Außerdem gewann sie bei den Panamerikanischen Spielen 1999 Bronze im Damendoppel.
Zwischen 2001 und 2006 spielte Fernández für die argentinische Fed-Cup-Mannschaft elf Partien, von denen sie acht gewinnen konnte. Ihr letztes Match auf der Damentour bestritt sie im Januar 2008 bei den Australian Open.